# Rotunde des Kapitols der Vereinigten Staaten

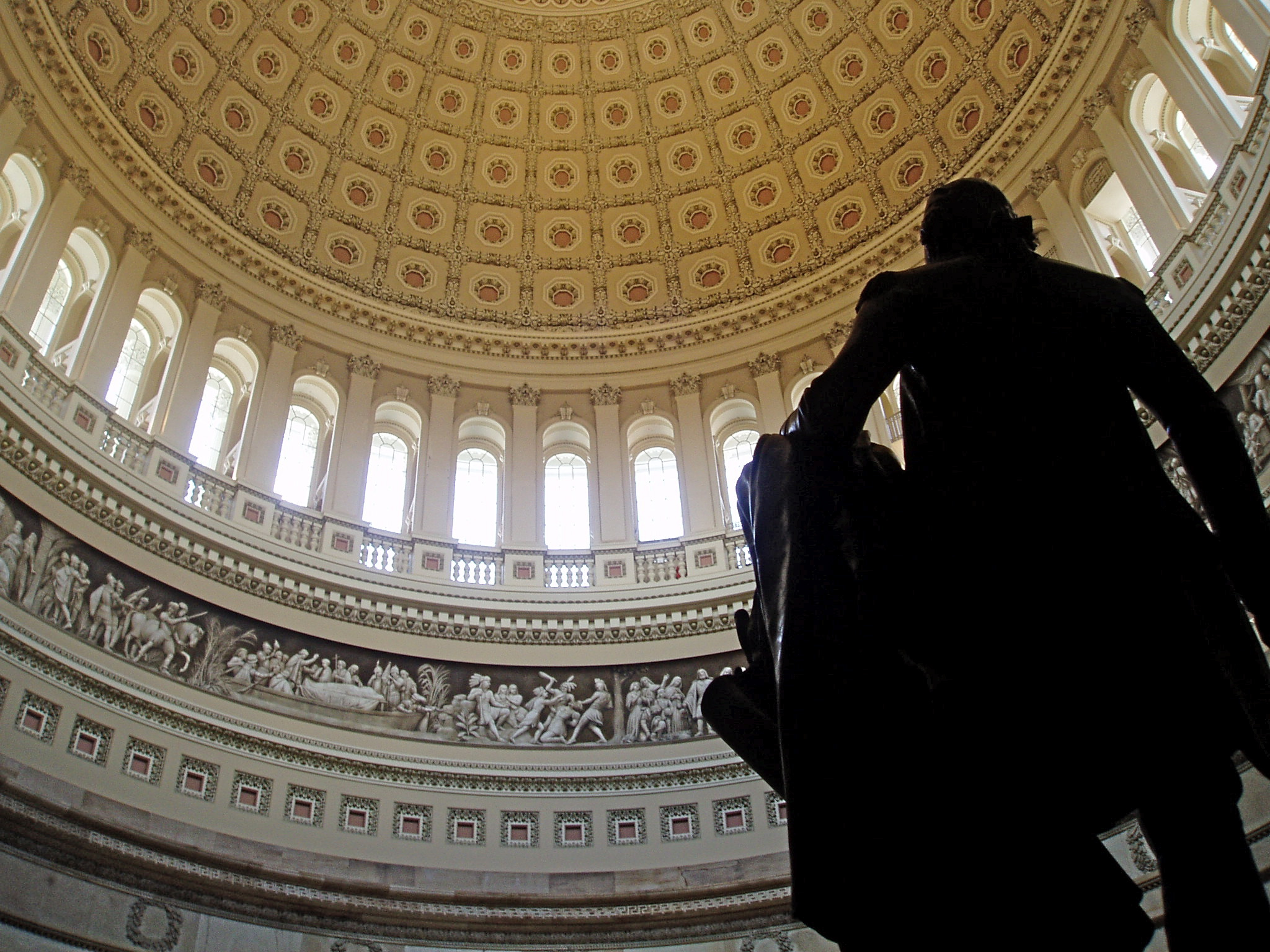
Ansicht der Rotunde von der Rückseite der George-Washington-Statue

Die Rotunde ist der zentrale, runde Bauteil des Kapitols der Vereinigten Staaten in Washington, D.C., der sich unterhalb der Kuppel befindet und ist der größte Bauteil des Gebäudes. Die Rotunde ist von Korridoren umgeben, die die Flügel des Repräsentantenhauses und des Senats verbinden. Im Süden der Rotunde ist die halbrunde National Statuary Hall, die bis 1857 der Sitzungssaal des Repräsentantenhauses war. Im Nordosten der Rotunde liegt der bis 1959 genutzte ehemalige Sitzungssaal des Senats.
Die Rotunde hat einen Durchmesser von 29,26 m und erreicht in der Mitte der Kuppel eine Höhe von 54,94 m. Sie wird täglich von Tausenden von Menschen besichtigt. Außerdem wird sie für zeremonielle Anlässe, wie zum Beispiel die Aufbahrung von verdienten Personen, genutzt. Diese Nutzung muss durch eine Concurrent Resolution genehmigt werden.

## Entwurf und Bau

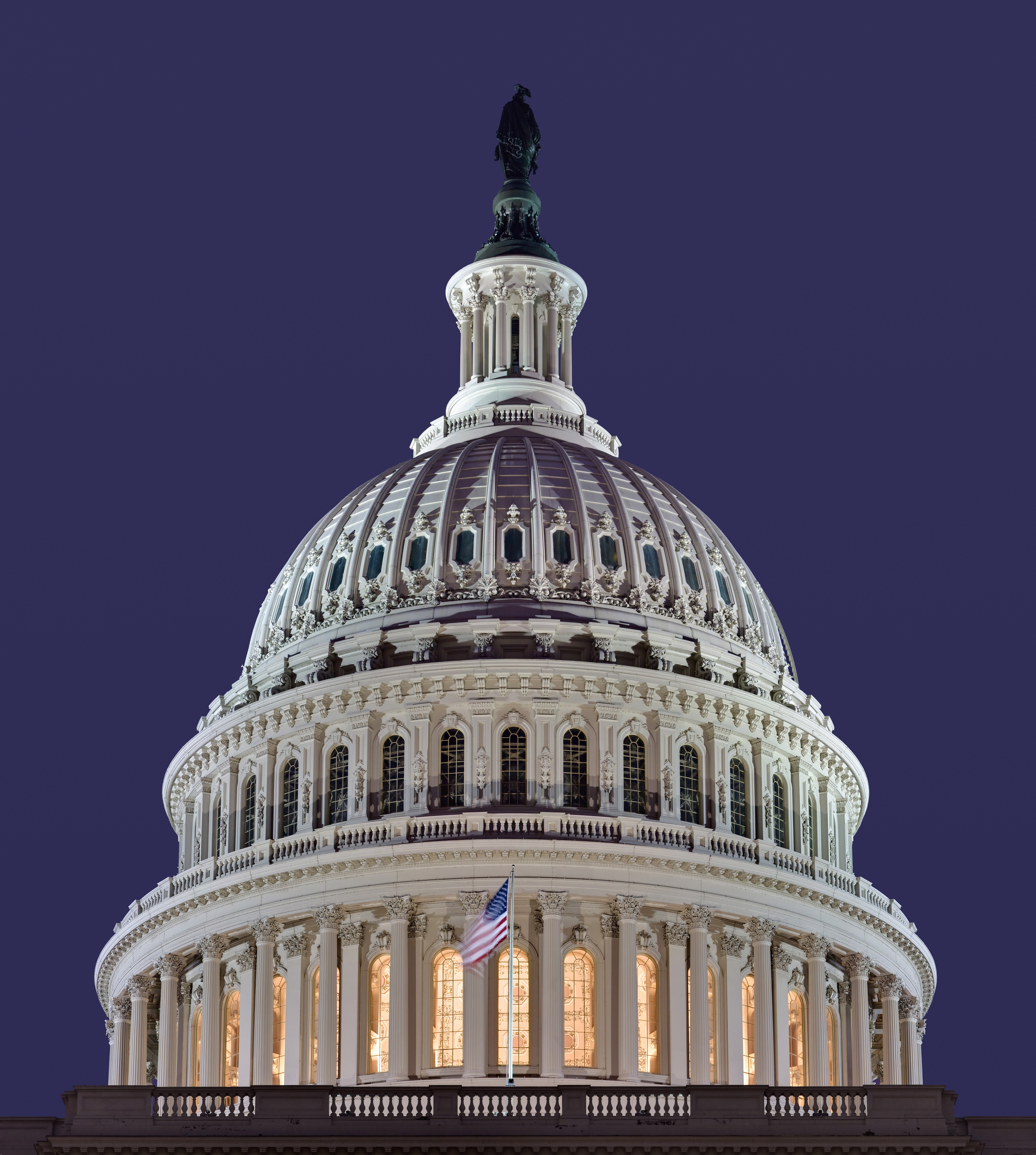
Die Kuppel des Kapitols mit der Statue of Freedom auf der Spitze

Der Architekt William Thornton war der Sieger des Architektenwettbewerbs um den Entwurf des Kapitols im Jahr 1793. Er hatte zunächst die Idee einer zentralen Rotunde. Aufgrund fehlender Mittel und Baustoffe, häufiger Bauunterbrechungen und des britischen Angriffs während des Britisch-Amerikanischen Krieges begannen die Bauarbeiten an der Rotunde erst 1818. Sie wurde in 1824 unter der Aufsicht des Architect of the Capitol Charles Bulfinch fertiggestellt. Die Rotunde gehörte zu einer Reihe von Baumaßnahmen, die in der Vorbereitung auf den letzten Besuch des Marquis de Lafayette im Jahr 1824 vorgenommen wurden. Sie wurde im Stil der Revolutionsarchitektur gebaut und sollte an das Pantheon erinnern.
Die Sandsteinwände der Rotunde sind 15 m hoch, alles darüber gehört zur Kuppel, die 1854 von Thomas Ustick Walter, dem vierten Architekten des Kapitols geplant wurde. Walter hat auch die Nord- und Süderweiterung des Kapitols entworfen. Durch die Erweiterung des Baukörpers wirkte die Kuppel des Kapitols zu klein. Im Jahr 1856 wurde mit der Konstruktion einer neuen gusseisernen Kuppel begonnen. Im Jahr 1859 wurden die Umbauarbeiten an der Rotunde begonnen. Diese waren nötig, um die neue größere und schwerere Kuppel tragen zu können. 1862 beauftragte Walter den Maler Constantino Brumidi mit der Anfertigung eines Freskos von 20 m Durchmesser in der Kuppelspitze.

## Apotheosis of Washington

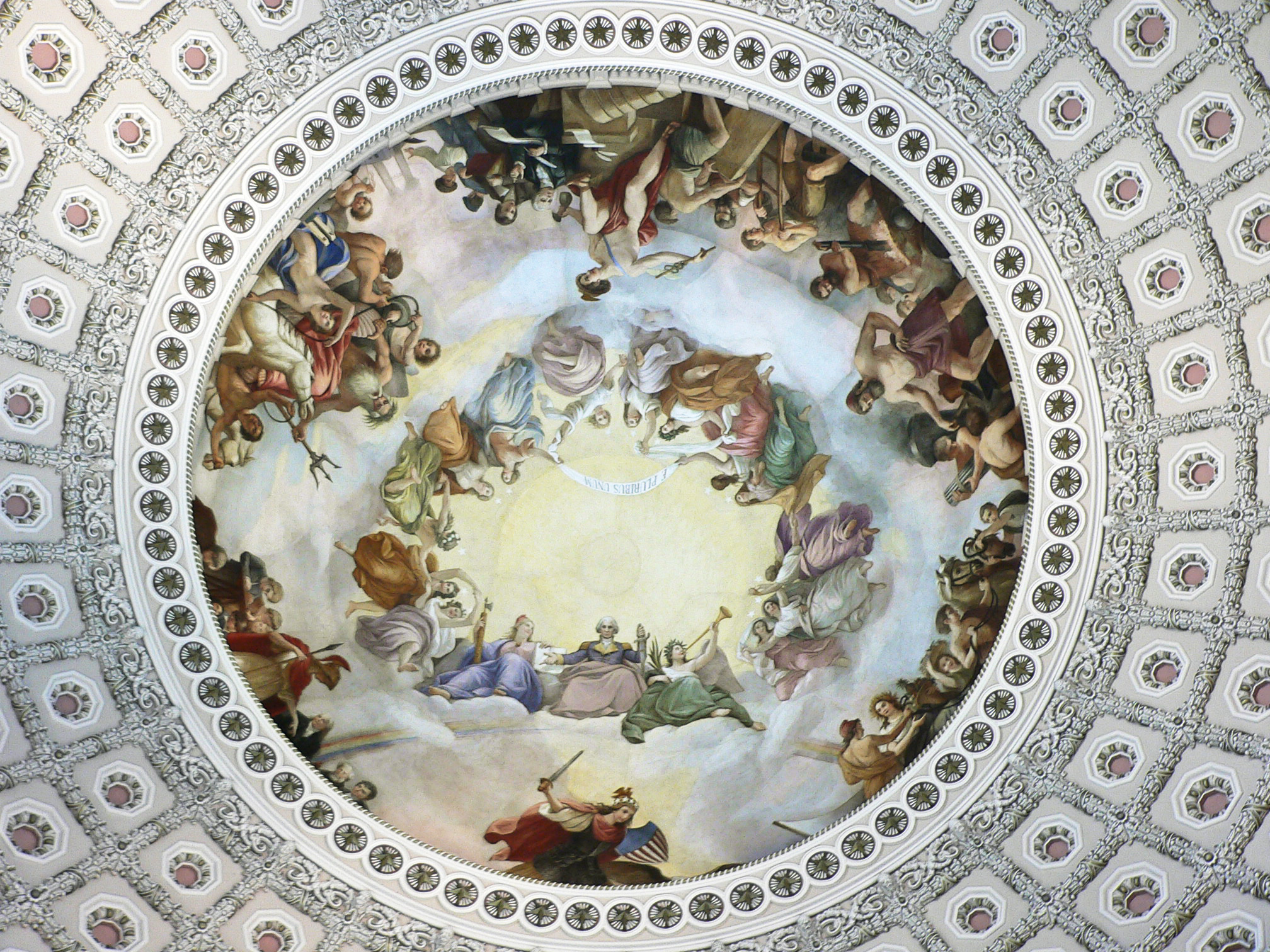
Die Apotheosis of Washington in der Kuppel über der Rotunde

Die Apotheose von Washington ist ein großes Fresko in der Spitze der Kuppel über der Rotunde. Es wurde 1865 von dem italienischen Maler Constantino Brumidi angefertigt. Brumidi hatte drei Jahre unter Papst Gregor XVI. im Vatikan gearbeitet. Außerdem war er in vielen Palästen und Villen verschiedener Adliger tätig, bevor er 1852 in die Vereinigten Staaten auswanderte. Er verbrachte den größten Teil der letzten 25 Jahre seines Lebens mit Arbeiten im Capitol. Zusätzlich zur Apotheosis of Washington entwarf er die Brumidi Corridors.

## Fries der amerikanischen Geschichte
Der „Fries der amerikanischen Geschichte“ sieht wie ein in Stein gemeißeltes Flachrelief aus, ist aber in Wirklichkeit ein Trompe-l’œil-Freskenzyklus, der 19 Szenen aus der amerikanischen Geschichte darstellt. Der Fries befindet sich auf einem Streifen direkt unter den 36 Fenstern. Brumidi entwarf den Fries bereits 1859 und fertigte eine Skizze an, begann mit den Arbeiten aber erst 1878. Er malte siebeneinhalb Szenen. Bei den Arbeiten an „William Penn and the Indians“ fiel er vom Gerüst und hing 15 Minuten am Geländer, bis er gerettet wurde. Er starb einige Monate später im Jahr 1880. Nach seinem Tod wurde Filippo Costaggini mit der Fertigstellung des Frieses anhand von Brumidis Skizze beauftragt. Er beendete seine Arbeit im Jahr 1889. Aufgrund eines Fehlers in Brumidis Originalskizze blieb jedoch eine neun Meter lange Lücke. Im Jahr 1951 vollendete Allyn Cox den Fries.
Die 19 Szenen sind:
| Szene | Beschreibung |
| ----- | --- |
|       | America and History Das erste und einzige allegorische Bild zeigt in der Mitte Columbia, eine Personifikation Amerikas. Sie trägt eine Freiheitsmütze, einen Speer und einen Schild und ist von anderen allegorischen Figuren umgeben. Zu ihrer Rechten ist eine Indianerin mit Pfeil und Bogen abgebildet. Sie steht für den wilden nordamerikanischen Kontinent. Zu ihren Füßen sitzt eine Frau, die die Geschichte darstellt und die Ereignisse auf eine Tafel schreibt. Vor der Columbia sitzt ein Adler mit einem Rutenbündel, dem Zeichen der Macht, in seinen Fängen. |
|       | Die Landung von Kolumbus In der ersten der vier Szenen über die Spanische Eroberung ist die Landung von Christoph Kolumbus in Amerika dargestellt. Columbus verlässt über eine Planke die Santa María, während seine bewaffnete Mannschaft auf dem Schiff wartet. Er wird von einer Gruppe Indianer begrüßt. In der linken Ecke ist wieder die Geschichte mit ihrer Tafel abgebildet. |
|       | Cortés und Moctezuma in einem mexikanischen Tempel Dieses Bild zeigt den spanischen Konquistador Hernán Cortés, der beim Betreten eines Aztekentempels von Moctezuma II. begrüßt wird. Zu Beginn der Spanischen Eroberung Mexikos wurde Cortés von Moctezuma und den Azteken wie ein Gott verehrt, da er für den zurückgekehrten Gott Quetzalcoatl gehalten wurde. Die Piedra del Sol und die Götzen basieren auf Skizzen, die Brumidi in Mexiko-Stadt angefertigt hat. |
|       | Pizarro in Peru Das Bild zeigt Francisco Pizarro auf der Suche nach Eldorado, dem sagenhaften Goldland. Es steht für die Spanische Eroberung Perus. |
|       | Bestattung de Sotos Dieses Bild zeigt die Bestattung vom Hernando de Soto im Mississippi, nachdem er an einem Fieber gestorben ist. Auf der Suche nach Gold, Silber und anderen Wertsachen hat de Soto die größte europäische Expedition des 15. und 16. Jahrhunderts durch den Südosten und den Mittleren Westen geleitet. |
|       | Captain Smith und Pocahontas Das Bild zeigt Pocahontas, wie sie Captain John Smith, einem der Gründer von Jamestown (Virginia), das Leben rettet. |
|       | Die Landung der Pilger Dieses Bild zeigt Pilgerväter, die Gott für ihre sichere Reise nach Plymouth danken. |
|       | William Penn und die Indianer Der Anführer der Quäker und Gründer der Pennsylvania Colony, William Penn, wird mit Lenni-Lenape-Indianern unter einer Ulme in Shackamaxon gezeigt. Dies ist das letzte Bild, an dem Brumidi gearbeitet hat. |
|       | Die Besiedlung Neuenglands Dieses Bild zeigt Siedler beim Bau eines Hauses in Neuengland. Es ist die erste Arbeit von Costaggini. |
|       | Oglethorpe und die Indianer James Oglethorpe, Gründer der Georgia Colony und erster Gouverneur von Georgia, empfängt Muskogee-Anführer in Savannah (Georgia). Die Muskogee beschenken Oglethorpe mit einer Büffelhaut mit einem mittig abgebildeten Adler, dem Symbol für Freundschaft und Vertrauen. |
|       | Schlacht von Lexington Dieses Bild zeigt den „Schuss, der um die ganze Welt gehört wurde“ während der Schlacht von Lexington, der ersten großen Schlacht im Unabhängigkeitskrieg. Major John Pitcairn wird auf dem Rücken seines Pferdes in der Mitte dargestellt, hinter sich die Truppen der British Army und Royal Marines, vor sich die Miliz von Lexington. |
|       | Die Unabhängigkeitserklärung Das Bild zeigt John Adams, Thomas Jefferson, und Benjamin Franklin, die Autoren der Unabhängigkeitserklärung der Vereinigten Staaten, beim Verlesen der Erklärung vor feiernden Kolonisten. |
|       | Kapitulation von Cornwallis Auf dem Bild empfängt George Washington auf dem Pferd zum Zeichen der Kapitulation das Schwert von Charles O’Hara, der Lord Cornwallis nach der endgültigen Niederlage der Briten in der Schlacht von Yorktown vertrat. In Wirklichkeit hat er das Schwert abgelehnt, da er es nur persönlich von Cornwallis akzeptieren wollte. Major General Benjamin Lincoln hat jedoch das Schwert angenommen. |
|       | Der Tod Tecumsehs Der Shawnee-Häuptling Tecumseh wird während der Schlacht am Thames River in Oberkanada während des Britisch-Amerikanischen Krieges erschossen. |
|       | Die amerikanische Armee marschiert in Mexiko-Stadt ein. U.S. Army-Truppen unter der Leitung von Winfield Scott marschieren nach dem Sieg in der Schlacht um Mexiko-Stadt in die Stadt ein. Die Schlacht beendete den Mexikanisch-Amerikanischen Krieg mit einem amerikanischen Sieg. Kurz darauf wurde der Vertrag von Guadalupe Hidalgo geschlossen, in dem Mexiko große Flächen an sein Nachbarland abgab. |
|       | Goldfund in Kalifornien Diese Szene zeigt den Kalifornischen Goldrausch. Bei der Person in der Mitte könnte es sich um John Sutter handeln. Auf dem Gelände seines Sägewerks Sutter’s Mill wurde das erste Gold gefunden. Dieses Bild war das letzte, das vom Brumidi entworfen und von Costaggini gemalt wurde. |
|       | Frieden zum Ende des Bürgerkriegs Ein Soldat der Konföderierten und ein Soldat der Unionsarmee reichen sich zum Ende des Amerikanischen Bürgerkrieges, als Zeichen der Versöhnung und Wiedervereinigung, die Hand. Die Baumwollpflanze steht für die Südstaaten und die Kiefer steht für die Nordstaaten. |
|       | Geschützmannschaft der Marine im Spanisch-Amerikanischen Krieg Diese Szene stellt Matrosen der U.S. Navy bei der Bedienung eines Geschützes während einer Seeschlacht des Spanisch-Amerikanischen Krieg von 1898 dar. |
|       | Die Geburtsstunde der Luftfahrt. Dieses Bild zeigt den ersten Flug der Brüder Wright in Kitty Hawk im Jahr 1903. Im gerade gestarteten Flugzeug ist Orville Wright zu sehen und Wilbur Wright läuft neben der Maschine her. Auf der linken Seite stehen Leonardo da Vinci, Samuel Pierpont Langley und Octave Chanute, weitere Luftfahrtpioniere, mit Modellen der von ihnen konstruierten Flugmaschinen in den Händen. Auf der rechten Seite ist ein Adler mit einem Olivenzweig abgebildet.                                                                                |

## Historienmalerei

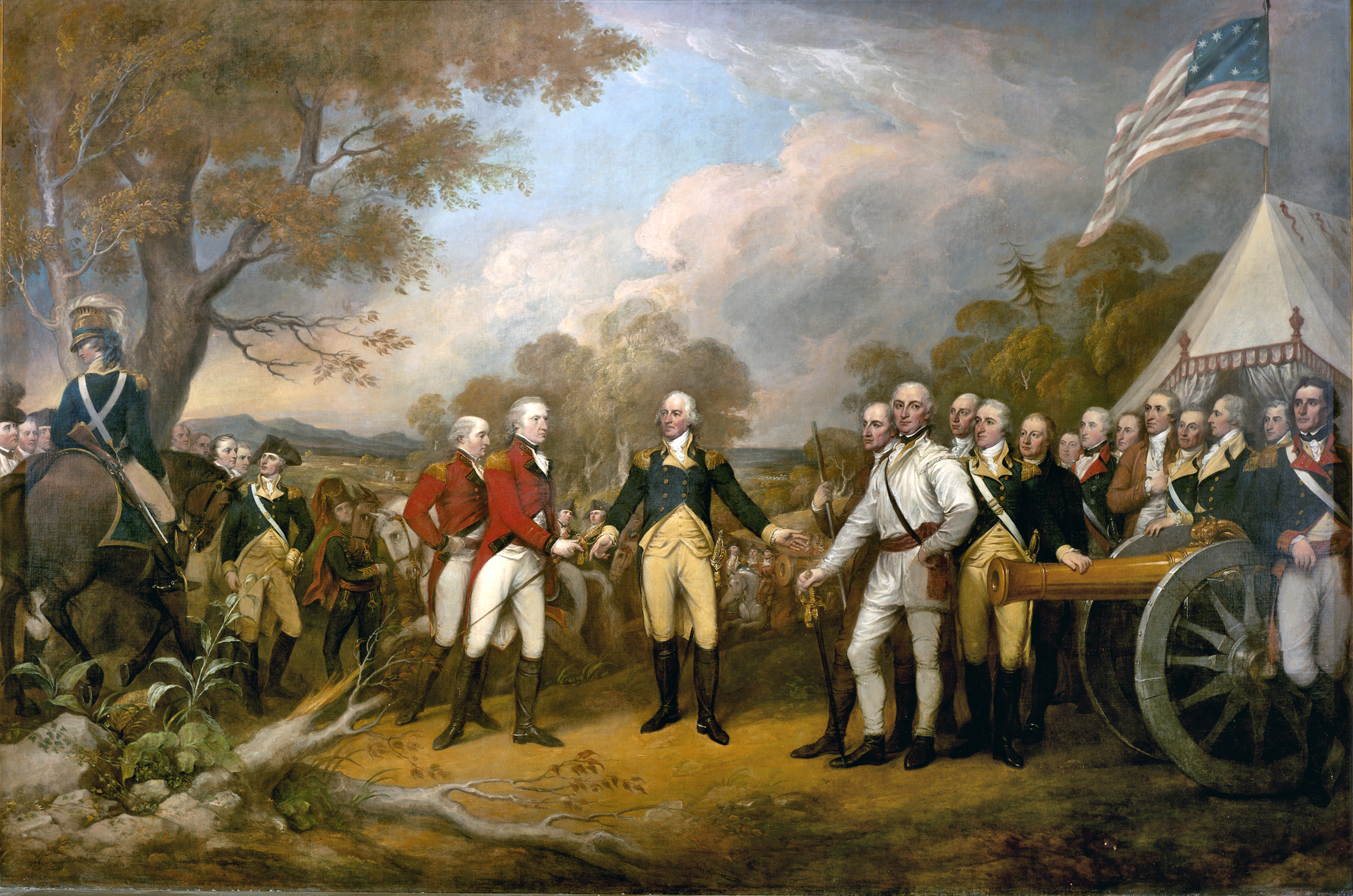
Kapitulation von General Burgoyne

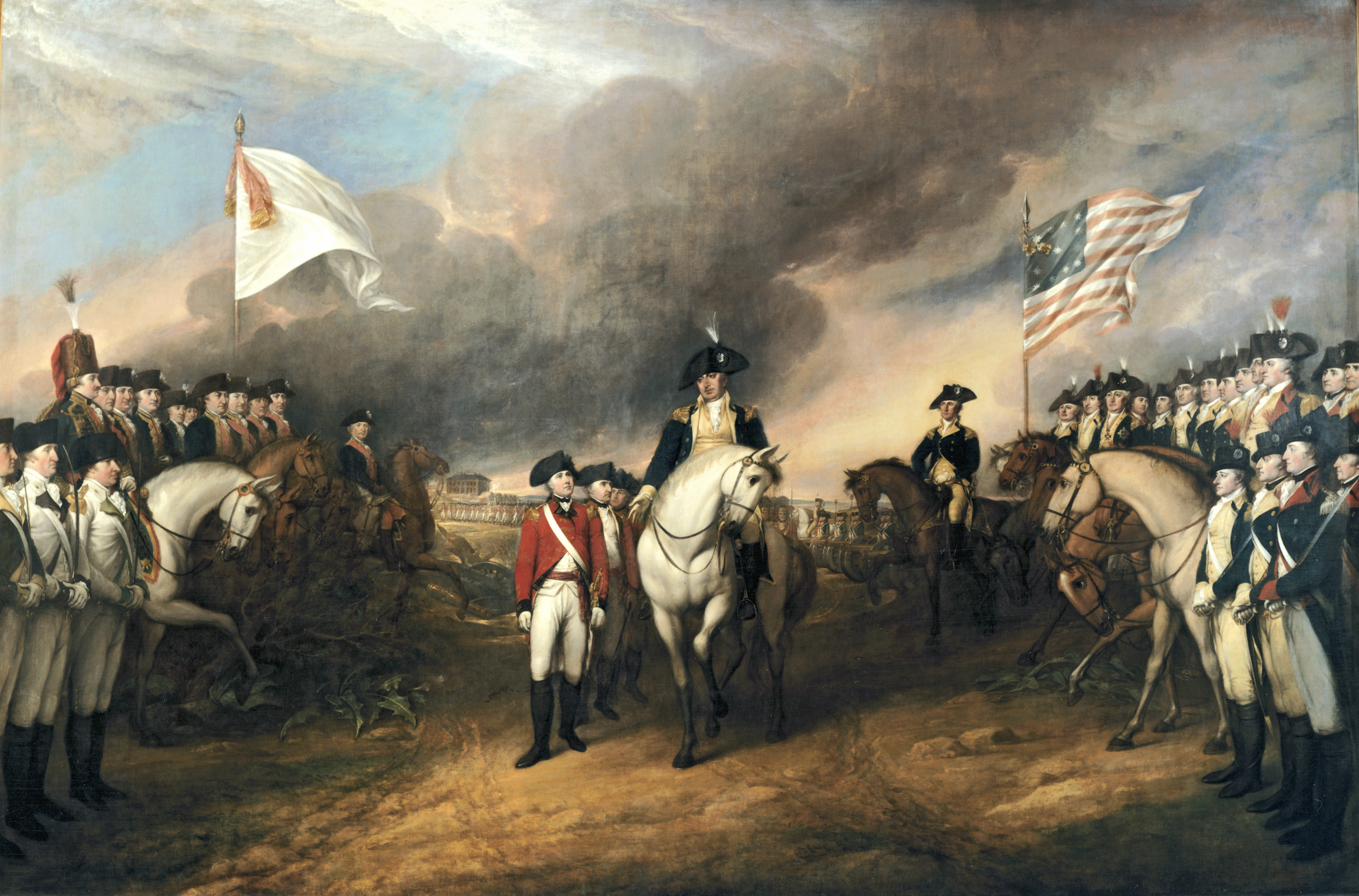
Die Kapitulation von Lord Cornwallis

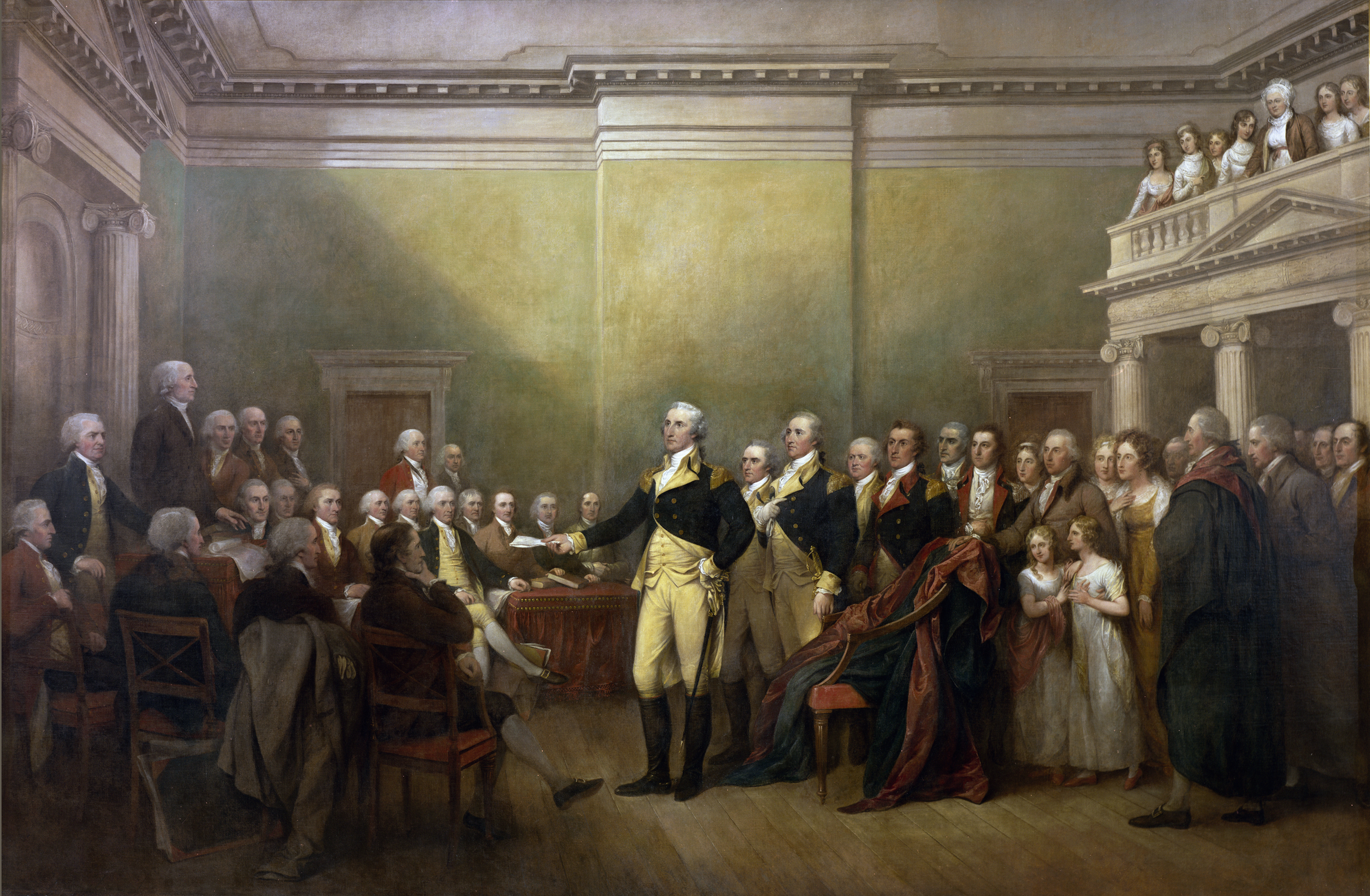
General George Washington erklärt seinen Rücktritt

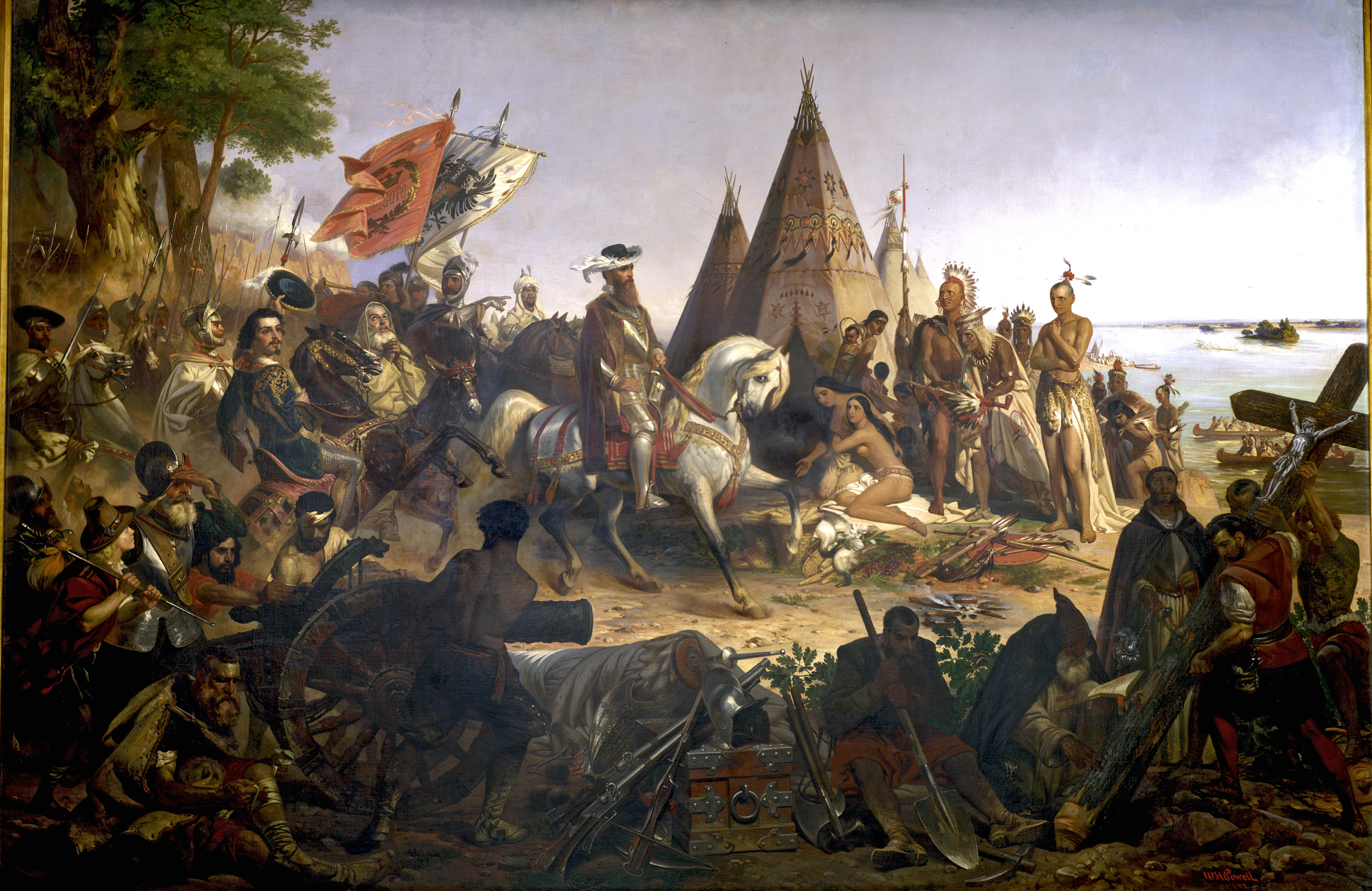
Entdeckung des Mississippi

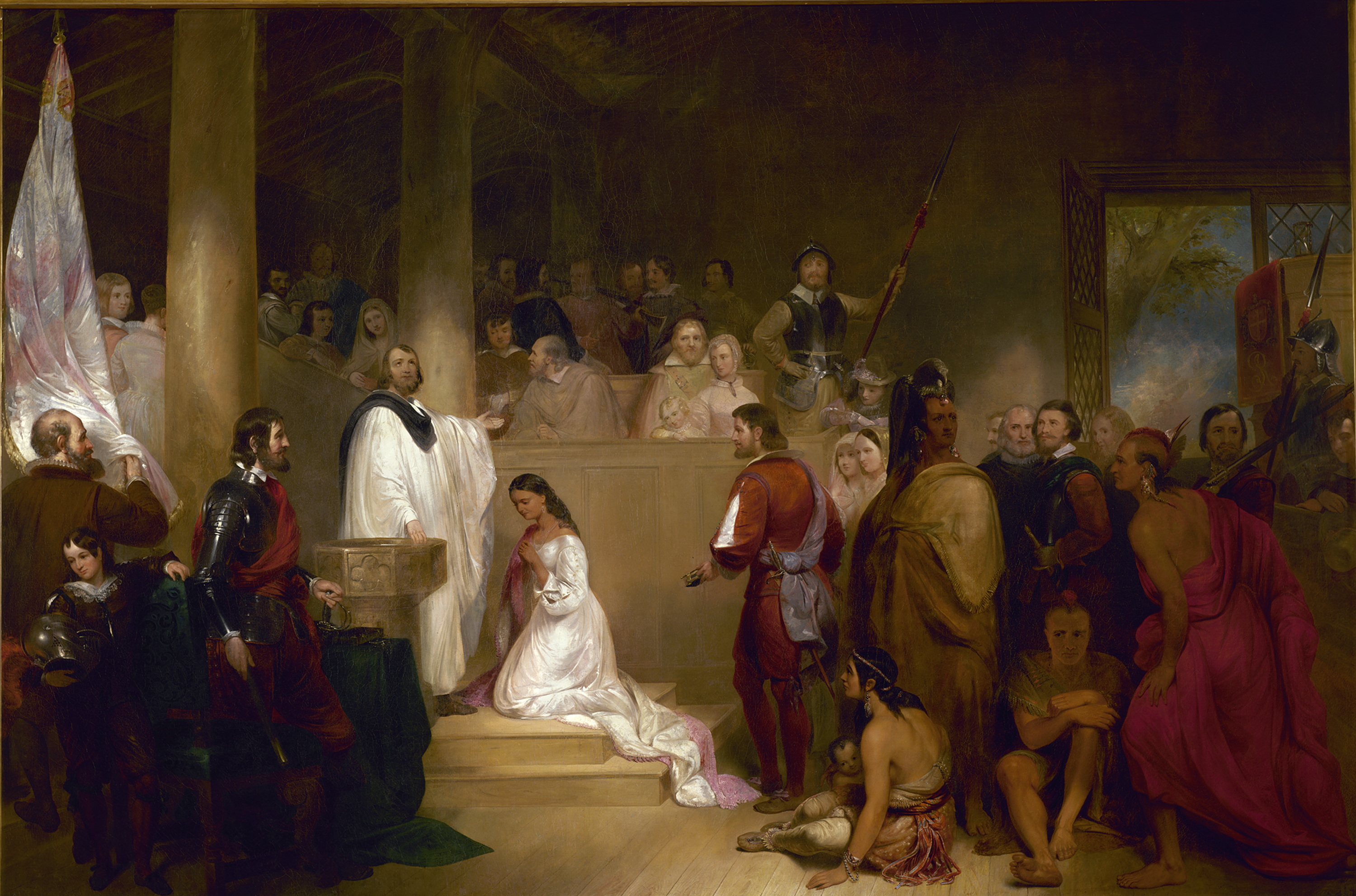
Taufe von Pocahontas

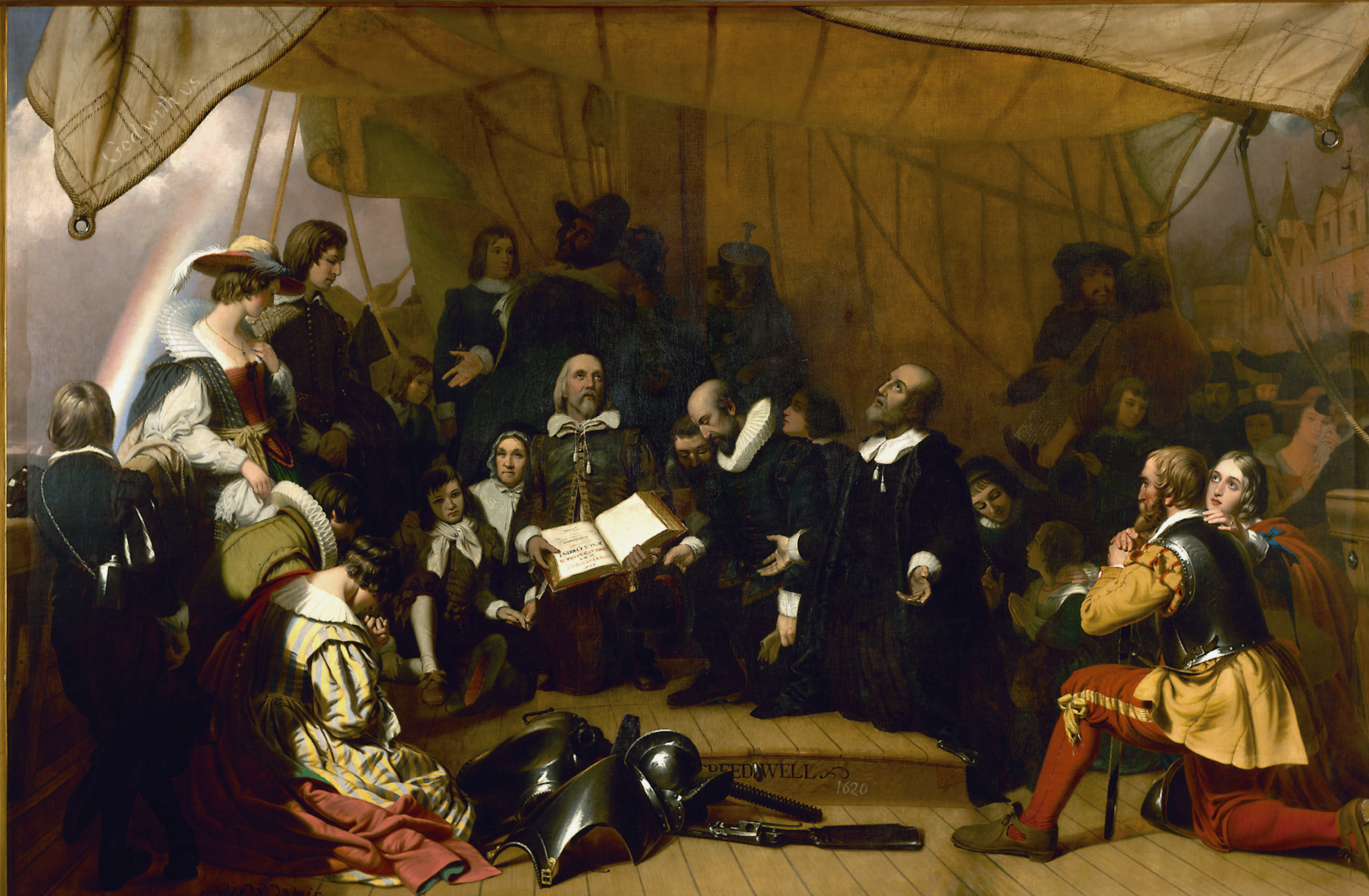
Einschiffung der Pilgerväter

In der Rotunde befinden sich in acht Nischen große, gerahmte Historienmalereien. Diese auf Leinwand gemalten Ölgemälde sind alle 3,6 m × 5,5 m groß. Vier dieser Bilder handeln von der Amerikanischen Unabhängigkeitsbewegung und wurden von John Trumbull gemalt, der im Jahr 1817 vom Kongress mit dieser Arbeit beauftragt wurde. Diese Bilder sind Die Erklärung der Unabhängigkeit, Die Kapitulation von General Burgoyne, Die Kapitulation von Lord Cornwallis und Der Rücktritt von General George Washington. Sie wurden zwischen 1819 und 1824 aufgehängt. Zwischen 1840 und 1855 wurden 4 weitere Bilder aufgehängt. Diese zeigen die Entdeckung und Kolonialisierung Amerikas und wurden von verschiedenen Künstlern gemalt. Diese Bilder sind Die Landung von Columbus von John Vanderlyn, Die Entdeckung des Mississippi von William Henry Powell, Die Taufe von Pocahontas von John Gadsby Chapman und Die Einschiffung der Pilgerväter von Robert Walter Weir.

Die Unabhängigkeitserklärung

Die Unabhängigkeitserklärung war das erste Gemälde das Trumbull für die Rotunde fertiggestellt hat. Dieses Bild mit Symbolcharakter ist wahrscheinlich das am meisten wiedererkannte Gemälde in der Rotunde. Das Gemälde wurde 1817 in Auftrag gegeben, 1819 angekauft und 1826 aufgehängt.
Die Unabhängigkeitserklärung zeigt John Adams, Roger Sherman, Robert R. Livingston, Benjamin Franklin, und den Hauptverfasser, Thomas Jefferson, die fünf Mitglieder des Committee of Five, bei der Vorstellung, der von ihnen entworfenen, Erklärung von dem Zweiten Kontinentalkongress und Präsident John Hancock im Juli 1776 in der Independence Hall in Philadelphia.
Das Gemälde ist nicht ganz historisch korrekt und etwas anachronistisch. Von den 56 Unterzeichnern der Unabhängigkeitserklärung sind nur 42 dargestellt. Die restlichen fehlen, möglicherweise, weil sie bei der Annahme der Unabhängigkeitserklärung nicht anwesend waren oder bereits verstorben waren, als Trumbull das Bild malte. Dafür befinden sich 4 Männer auf dem Bild, die die Erklärung nicht unterschrieben haben: George Clinton, Robert R. Livingston, Thomas Willing und John Dickinson. Eine Reproduktion des Bildes befindet sich auf der 2-Dollar-Note.
Die Kapitulation von General Burgoyne wurde 1817 in Auftrag gegeben, 1822 angekauft und 1826 aufgehängt. Es zeigt die Kapitulation der britischen Soldaten unter General John Burgoyne nach dem amerikanischen Sieg in der Schlacht von Saratoga im Jahr 1777. Diese Schlacht war ein wichtiger Sieg für die Amerikaner, er verhinderte die Spaltung von New England und sicherte die militärische Unterstützung der Amerikaner durch die Franzosen. Die zentrale Figur ist der General der Kontinentalarmee, Horatio Gates, der sich weigerte, das ihm von Burgoyne angebotene Schwert anzunehmen. Stattdessen behandelte er seinen ehemaligen Feind wie einen Gentleman und lud ihn in sein Zelt ein.
Die Kapitulation von Lord Cornwallis wurde 1817 in Auftrag gegeben und 1820 aufgehängt. Es zeigt die endgültige Kapitulation der Briten nach der Schlacht von Yorktown im Jahr 1781. In dieser Schlacht siegte eine amerikanisch-französische Streitmacht unter der Führung von George Washington, dem Marquis de Lafayette, und dem Comte de Rochambeau über die von Lord Cornwallis angeführten britischen Truppen. Die Kapitulation führte zur Einstellung der Feindseligkeiten im großen Freiheitskrieg und zur Anerkennung der amerikanischen Unabhängigkeit durch den Frieden von Paris.
Das Bild zeigt das gleiche Ereignis wie das Tafelbild „Die Kapitulation von Cornwallis“ im „Fries der amerikanischen Geschichte“. Der amerikanische General Benjamin Lincoln ist in der Mitte auf einem Schimmel dargestellt. Auf der linken Seite sind französische Offiziere dargestellt und auf der rechten Seite sind die amerikanischen Offiziere unter der Führung von Washington, auf einem braunen Pferd. Die Briten werden durch Offiziere vertreten. Lord Cornwallis war nicht persönlich anwesend, sondern ließ sich durch Charles O’Hara vertreten. Aufgrund dessen verweigerte Washington die Annahme von O’Haras Schwerts, da er, wie zu dieser Zeit üblich, das Schwert nur von Cornwallis persönlich annehmen konnte; Generalmajor Lincoln nahm das Schwert an Washingtons Stelle an. Trumbull war stolz auf die Tatsache, dass er während eines Frankreichaufenthaltes französische Offiziere porträtiert hatte. Auf der rechten Seite hat er unterhalb der amerikanischen Flagge ein Selbstporträt eingefügt.
Der Rücktritt von General George Washington wurde 1817 in Auftrag gegeben und 1824 aufgehängt. Das Bild zeigt George Washington während er am 23. Dezember 1783 vor dem Kongress den Rücktritt von seinem Posten als Oberbefehlshaber der Kontinentalarmee erklärt. Der Kongress tagte zu der Zeit im Maryland State House in Annapolis. Dieser berühmte Vorgang begründete die starke Tradition der zivilen Kontrolle des Militärs in den Vereinigten Staaten und der Ablehnung einer Militärdiktatur zu Gunsten einer freien Demokratie.
Washington wird mit zwei Aides-de-camp dargestellt, als er gegenüber dem Präsidenten des Kongresses seinen Rücktritt erklärt. Außerdem sind Thomas Mifflin, Elbridge Gerry, Thomas Jefferson, James Monroe und James Madison auf dem Bild zu sehen. Auf dem Balkon sieht man Martha Washington und ihre drei Enkelkinder, obwohl sie in Wirklichkeit nicht anwesend war.

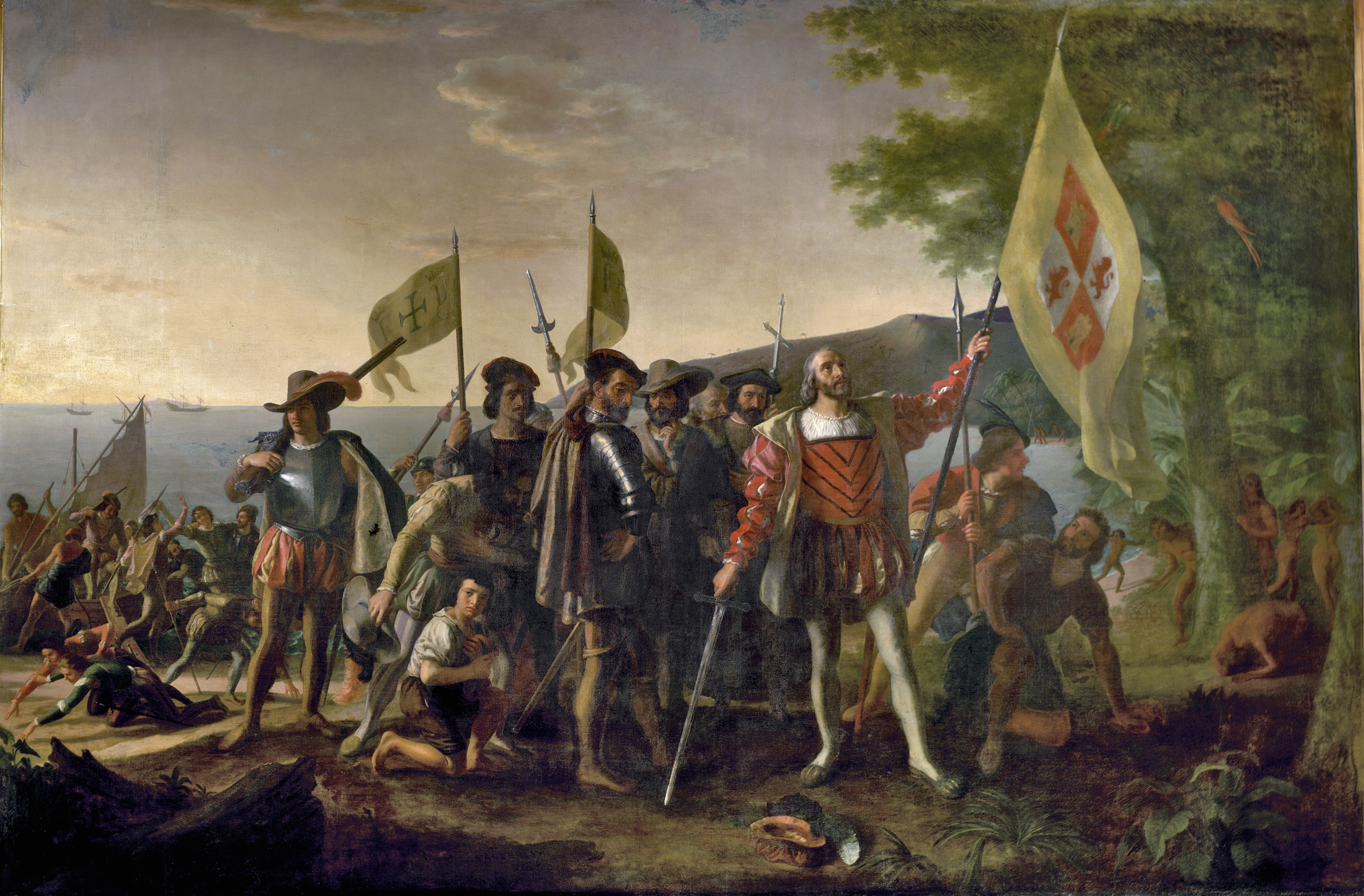
Die Landung von Columbus

Die Landung von Kolumbus wurde 1836/1837 in Auftrag gegeben und 1847 aufgehängt. Das Gemälde von John Vanderlyn zeigt Christoph Kolumbus bei der Landung auf San Salvador (einheimischer Name Guanahani), Westindische Inseln, am 23. Oktober 1492.
Mit der königlichen Flagge nimmt Kolumbus Land für Spanien in Anspruch. Die Kapitäne der Niña und Pinta folgen ihm mit den Flaggen der Katholischen Könige, Isabella I. von Kastilien und Ferdinand II. von Aragón. Ein Teil der Mannschaft ist ergriffen, ein anderer sucht am Strand nach Gold. Auf der rechten Seite sieht man einige Bewohner der Insel.
Die Entdeckung des Mississippi war das letzte Bild, das vom Kongress für die Rotunde in Auftrag gegeben wurde. William Henry Powell erhielt den Auftrag im Jahr 1847 und 1855 wurde das Bild erworben. In der Mitte der Leinwand sieht man den spanischen Navigator und Konquistador Hernando de Soto auf einem Schimmel. De Soto gilt als erster Europäer, der den Mississippi River im Jahr 1541 zu Gesicht bekommen hat. Das Bild zeigt de Soto und seine Truppen bei der Annäherung an Indianer, die vor ihren Tipis stehen. Der Häuptling bietet de Soto die Friedenspfeife an. Im Vordergrund sind Waffen und Soldaten dargestellt. Sie stehen für die verheerende Schlacht von Mauvilla (auch Mabila), in der de Soto einen Pyrrhussieg über die Choctaw-Indianer von Häuptling Tuscaloosa errang.
Die Taufe von Pocahontas wurde von John Gadsby Chapman gemalt, der den Auftrag im Jahr 1837 erhielt. Das Gemälde wurde 1840 aufgehängt. Es zeigt Pocahontas in einem weißen Kleid, während sie von dem anglikanischen Priester Alexander Whiteaker in Jamestown (Virginia) auf den Namen Rebecca getauft wird. Dieses Ereignis soll im Jahr 1613 oder 1614 stattgefunden haben. Sie kniet unter den Augen ihrer Familie einschließlich ihres Vaters Powhatan und der Kolonisten vor dem Priester. Ihr Bruder Nantequaus hat sich von der Zeremonie abgewandt. Die Taufe wurde vor der Trauung mit dem Engländer John Rolfe, der hinter ihr steht, vollzogen. Ihre Verbindung gilt als erste registrierte Heirat zwischen einem Europäer und einer Indianerin. Das Bild symbolisiert die Auffassung einiger Amerikaner dieser Zeit, dass die einheimischen Stämme das Christentum und andere europäischen Gepflogenheiten akzeptieren sollten.
Die Einschiffung der Pilgerväter wurde 1837 in Auftrag gegeben und 1844 aufgehängt. Das von Robert W. Weir gemalte Bild zeigt Pilgerväter bei ihrer Abfahrt aus Delfshaven in Südholland am 22. Juli 1620 an Deck des Schiffes Speedwell. Die Pilgerväter reisten an Bord der Speedwell nach Southampton. Dort trafen sie weitere Kolonisten und wechselten auf die Mayflower. Das Bild zeigt William Brewster mit der Bibel und Pastor John Robinson im Gebet mit Gouverneur John Carver, William Bradford, Miles Standish und ihren Familien. Der Regenbogen auf der linken Seite symbolisiert Hoffnung und göttlichen Schutz.

## Statuary Hall Sammlung
In der Rotunde stehen vier Statuen der National Statuary Hall Collection:
- Dwight D. Eisenhower in Bronze, aus Kansas, von Jim Brothers aus dem Jahr 2003.
- James A. Garfield in Marmor, aus Ohio, von Charles Niehaus aus dem Jahr 1886.
- Andrew Jackson in Bronze, aus Tennessee, von Belle Kinney Sholz and Leopold F. Sholz, aus dem Jahr 1928.
- George Washington, in Bronze, aus Virginia, von Jean-Antoine Houdon aus dem Jahr 1934.

Die vier Präsidenten bleiben in der Rotunde auf unbestimmte Zeit oder bis zu einer anderweitigen Gesetzesentscheidung des Kongresses.

## Denkmale

### Martin Luther King

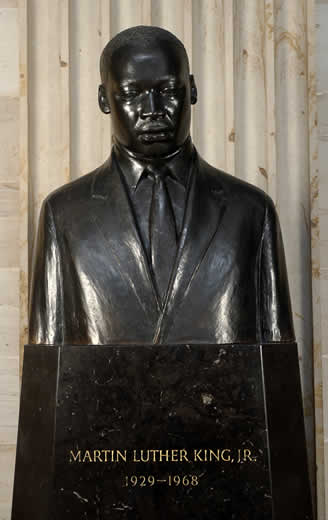
Die Büste Martin Luther Kings

Martin Luther King ist bis heute der einzige Afroamerikaner, der mit einer Büste im Kapitol geehrt wurde. Die Büste seines Kopfes und Oberkörpers ist 91 cm hoch und steht auf einem 168 cm hohen, pyramidenförmigen Sockel aus schwarzem belgischen Marmor. Martin Luther King ist in einer nachdenklichen, friedvollen Stimmung und mit leicht gesenktem Blick dargestellt. Sein Gesicht ist gut modelliert, im Gegensatz zu den Strukturen seiner Haare, Jacke und Krawatte. Der Sockel wurde von dem Bildhauer so entworfen, dass er der Linie der Schultern der Büste folgt. Dies schafft eine einheitliche Form und verstärkt den imposanten Eindruck.
Am 21. Dezember 1982 durchlief die Concurrent Resolution 153 den Kongress. Diese ordnete die Anfertigung einer Büste von Martin Luther King zum Gedenken an seine Verdienste für die seit den 1960er Jahren gültigen Bürgerrechte und das Wahlrecht. Senator Charles Mathias Jr., Vorsitzender der Joint Committee on the Library, dem Kongress-Ausschuss für die Überwachung der Aufträge, sagte bei der Enthüllung der Büste: „Martin Luther King erhält seinen gebührenden Platz unter den Helden dieser Nation.“
Da es sich hier um ein äußerst wichtiges Kunstwerk handelte, beschloss das Joint Committee on the Library einen nationalen Auswahlwettbewerb für den Künstler durchzuführen. Am Ende dieses Wettbewerbs, dem 15. April 1985, wurde John Wilson zum Sieger gewählt. Er erhielt 50.000 $ für die Anfertigung der Bronzebüste. Die Büste wurde am 75. Geburtstag von Martin Luther King, dem 16. Januar 1986, von seiner Frau Coretta King in der Rotunde enthüllt. Sie wurde dabei von ihren vier Kindern und ihrer Schwägerin begleitet.

### Frauenbewegung für das Wahlrecht

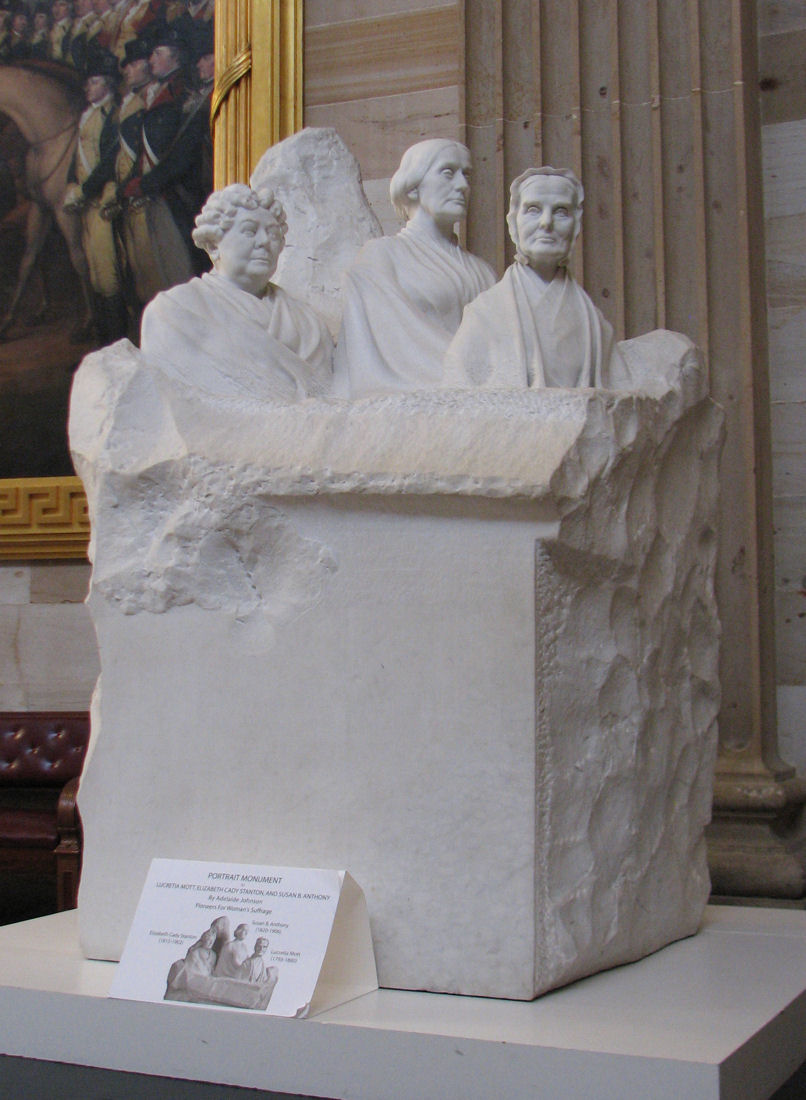
The Portrait Monument mit Büsten von Elizabeth Cady Stanton, Susan B. Anthony und Lucretia Mott.

Das Denkmal mit dem Titel The Portrait Monument zeigt drei Pionierinnen der US-amerikanischen Frauenbewegung. Es erinnert an die Durchsetzung des Frauenwahlrechts, das durch die Schaffung des 19. Verfassungszusatzes im Jahr 1920 erreicht wurde. Das Denkmal wurde von Adelaide Johnson in Carrara, Italien, aus einem 8 Tonnen schweren Marmorblock geschlagen. Es zeigt Büsten der Anführerinnen der Frauenbewegung. Diese sind Kopien der Büsten, die im Gebäude der Frauen auf der World’s Columbian Exposition im Jahr 1893 ausgestellt waren. Das Denkmal war ein Geschenk der National Woman’s Party an das Kapitol. Es wurde im Namen des Kongresses vom Joint Committee on the Library am 10. Februar 1921 angenommen. Die Enthüllungszeremonie fand am 15. Februar 1921 in der Rotunde statt. Dies war der 101. Geburtstag von Susan B. Anthony. Vertreterinnen von über 70 Frauenbewegungen nahmen an ihr teil. Das Monument wurde dann in der Krypta ausgestellt, bis es im Mai 1997 aufgrund der Concurrent Resolution 216 wieder in die Rotunde zurückkehrte. Das Denkmal zeigt:
- Elizabeth Cady Stanton (1815–1902), Präsidentin der National Woman Suffrage Association von 1865 bis 1893; Verfasserin der Grundrechte der Frauen, die sie auf der Versammlung in Seneca Falls, New York, im Jahr 1848 verlesen hat; sie war die Erste, die das Frauenwahlrecht forderte.
- Susan B. Anthony (1820–1906), Sklavereigegnerin, Vertreterin der Abstinenzbewegung und später Präsidentin der National American Woman Suffrage Association, die sich 1851 mit Stanton für das Stimmrecht der Frauen einsetzte. Sie schlug die Verfassungsänderung vor, die erst nach ihrem Tod umgesetzt wurde.
- Lucretia Mott (1793–1880), Reformatorin und Predigerin der Quäker. Sie kämpfte für die Abschaffung der Sklaverei, Frieden und die Gleichberechtigung der Frau in Beruf und Ausbildung. Sie organisierte die Versammlung von Seneca Falls im Jahr 1848, aus der die Frauenbewegung hervorging.[12]

## Weitere Statuen und Artefakte

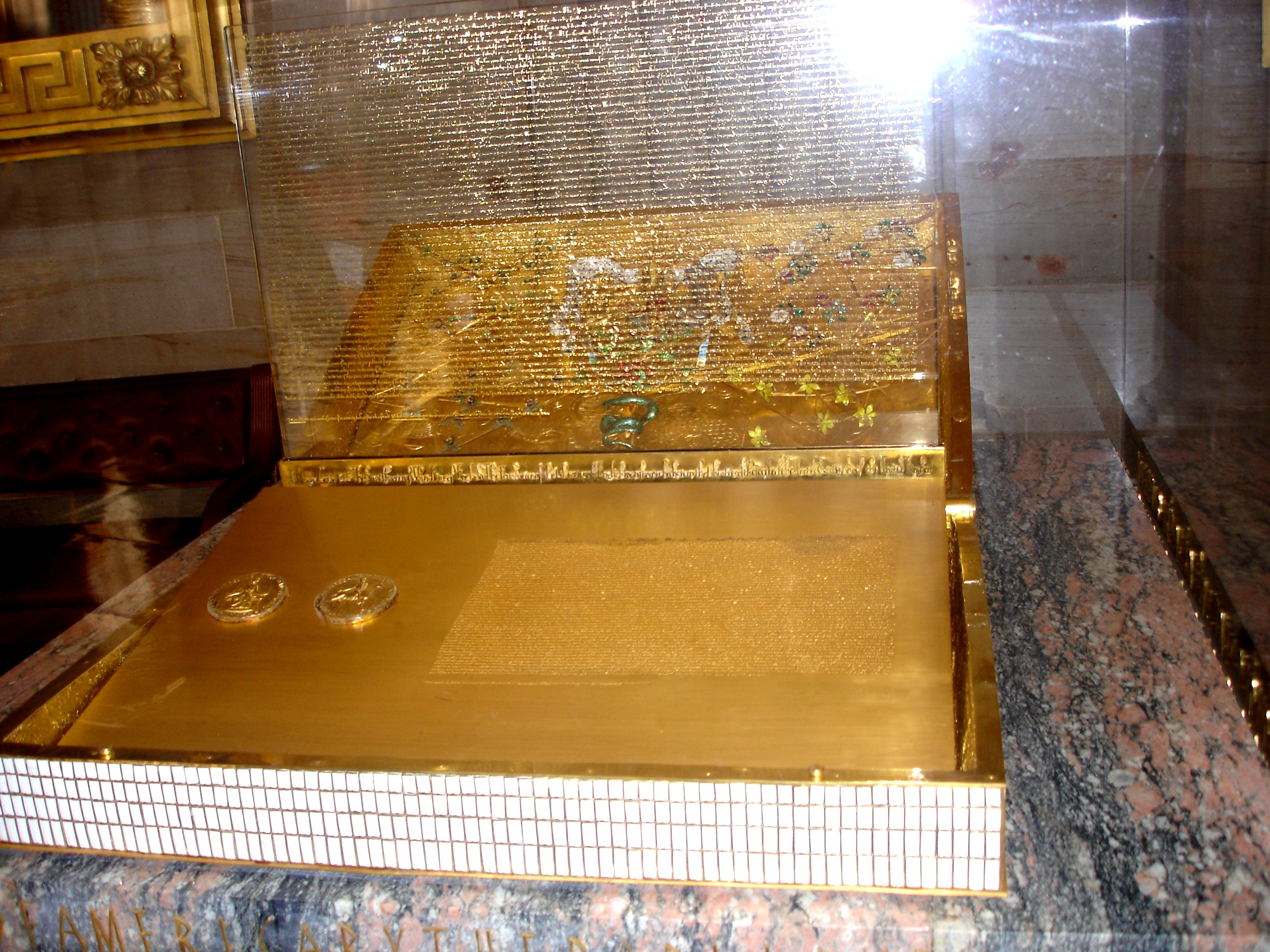
Der goldene Kasten in der Rotunde mit einer Kopie der Magna Charta

Zusätzlich zu den Statuen aus der National Statuary Hall Collection und den beiden Denkmalen befinden sich noch weitere Ausstellungsstücke in der Rotunde. In der Nähe des Südeingangs steht, gegenüber der Statue von George Washington, eine Bronzestatue von Thomas Jefferson mit der Unabhängigkeitserklärung. Dieses Geschenk von Jefferson Levy, ist das einzige Kunstwerk im Capitol, das von einer Privatperson gestiftet wurde. Am Westeingang befinden sich Marmorstatuen von General Ulysses S. Grant und Präsident Abraham Lincoln. Die Lincoln-Statue wurde vom Kongress in Auftrag gegeben und von Vinnie Ream entworfen. Die Statue von Grant war ein Geschenk der Grand Army of the Republic an den Kongress. Im südwestlichen Teil der Rotunde steht die Statue von Alexander Hamilton. Gegenüber von Hamilton befindet sich eine Kopie der Magna Carta in einem goldenen Kasten. Dies war ein Geschenk, das die Vereinigten Staaten zu ihrer 200-Jahr-Feier erhielten.

## Lying in State and Honor

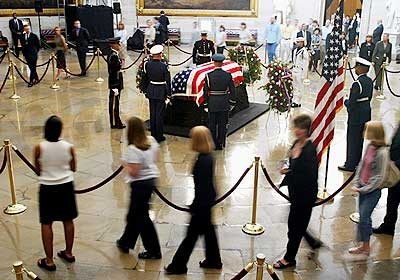
Ronald Reagan lying in state in der Rotunde, 2004

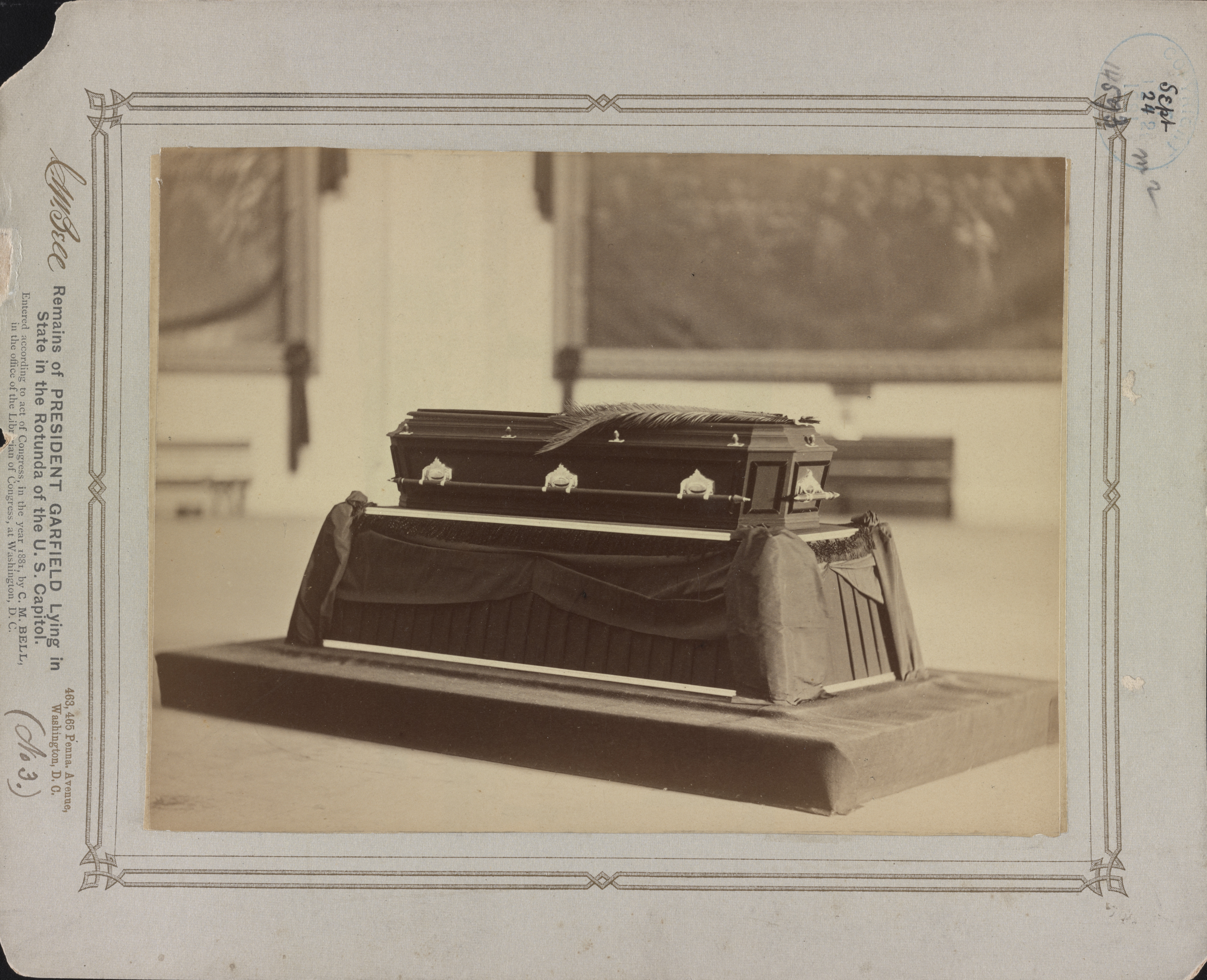
James A. Garfield lying in state in der Rotunde, 1881

In der Rotunde werden verdiente Personen nach ihrem Tod aufgebahrt. Hierbei wird in den USA nach Lying in State (die Totenwache wird von einer militärischen Ehrengarde übernommen) und Lying in Honor (die Totenwache wird von einer Ehrengarde der United States Capitol Police vorgenommen) unterschieden.
Folgende Amerikaner wurden in der Rotunde aufgebahrt:
- Lying in State[13]
  - Senator Henry Clay (1852), erste Aufbahrung im Kapitol.
  - Präsident Abraham Lincoln (1865)
  - Abgeordneter Thaddeus Stevens (1868)
  - Senator Charles Sumner (1874)
  - Vizepräsident Henry Wilson (1875)
  - Präsident James A. Garfield (1881)
  - General der Unionstruppen John A. Logan (1886)
  - Präsident William McKinley (1901)
  - Stadtplaner Washingtons Pierre L’Enfant (1909)
  - Admiral George Dewey (1917)
  - Unbekannter Soldat des Ersten Weltkriegs (1921)
  - Präsident Warren G. Harding (1923)
  - Präsident und Präsident des obersten Gerichtshofes William Howard Taft (1930)
  - General John J. Pershing (1948)
  - Unbekannte Soldaten des Zweiten Weltkriegs und des Koreakriegs (1958)
  - Präsident John F. Kennedy (1963)
  - General Douglas MacArthur (1964)
  - Präsident Herbert Hoover (1964)
  - Präsident Dwight D. Eisenhower (1969)
  - Senator Everett Dirksen (1969)
  - Direktor des FBI J. Edgar Hoover (1972)
  - Präsident Lyndon B. Johnson (1973)
  - Vizepräsident Hubert H. Humphrey (1978)
  - Unbekannter Soldat des Vietnamkriegs (1984)
  - Abgeordneter im Repräsentantenhaus Claude Pepper (1989)
  - Präsident Ronald Reagan (2004)
  - Präsident Gerald Ford (2006–2007)
  - Senator und Träger der Medal of Honor Daniel Inouye (2012)
  - Senator John McCain (2018)
  - Präsident George H. W. Bush (2018)
  - Bürgerrechtler und Abgeordneter John Robert Lewis (2020)
  - Präsident Jimmy Carter (2025)

- Lying in Honor:
  - Die Beamten der United States Capitol Police Jacob Chestnut und John Gibson (1998), die während ihres Dienstes im Kapitol vom schuldunfähigen Russell Eugene Weston Jr. erschossen wurden. (Chestnut war der erste Afroamerikaner, der im Kapitol aufgebahrt wurde.)
  - Die Bürgerrechtlerin Rosa Parks: Die erste Frau und zugleich die zweite afroamerikanische Person, die im Kapitol aufgebahrt war (2005).
  - Der bekannte Evangelist Billy Graham (2018).[14]
  - Der Beamte der United States Capitol Police Brian Sicknick, der beim Sturm auf das Kapitol zwei Schlaganfälle erlitt und einen Tag danach starb (2021).
  - Der bei einem Angriff mit einem Kraftfahrzeug auf das Kapitol tödlich verletzte William F. Evans (2021).[15]